# Emmet (Nebraska)
Emmet – wieś w Stanach Zjednoczonych, w stanie Nebraska, w hrabstwie Holt.